# Octave Hamelin
Octave Hamelin (Le Lion-d'Angers, 22 de julio de 1856 - Landes, 11 de septiembre de 1907) fue un filósofo francés.
Fue discípulo de Charles Renouvier. Fue profesor en la universidad de Bordeaux a partir de 1884 y de la Sorbona desde 1905. Es conocido por haber traducido variar obras de filósofos antiguos, y por escritos sobre antigua filosofía griega.

## Pensamiento
Dentro de una gnoseología de corte kantiano, Hamelin tuvo una interpretación cercana al idealismo. Identificó la representación con la realidad y aceptó el método dialéctico, mas no fundado en la contradicción sino en la correlación. La personalidad es, para Hamelin, una unidad sistemática que se tiene en todas las condiciones de la propia actividad. Sobre la base de sus conclusiones sobre la personalidad, afirmó como hipótesis razonable el teísmo, concibiendo una personalidad infinita que es el centro de unión de las personas finitas.

## Obras
Escribió una gran obra sistemática y varias de carácter histórico, así como traducciones:
- Essai sur les éléments principaux de la représentation, 1907. (obra sistemática)
- Le système de Descartes, 1911.
- Le système d'Aristote, 1920 (editado por Léon Robin).
- Le systeme de Renouvier, J. Vrin, Paris, 1927.
- La théorie de l’intellect d’après Aristote et ses commentateurs, introducción de Edmond Barbotin, J. Vrin, Paris, 1953.